# Kleinboden
Kleinboden ist ein Ort in den Gemeinden Fügen, Fügenberg und Uderns im Bezirk Schwaz in Tirol mit rund 500 Einwohnern. Er war früher das Industriezentrum des vorderen Zillertals.

## Geographie
Kleinboden liegt auf rund 590 m ü. A. auf beiden Seiten des Finsingbachs am Ausgang des Finsingtals ins Zillertal. Der größere Teil nördlich des Finsingbachs bildet die Fraktion (Ortschaft) Kleinboden der Gemeinde Fügen mit 386 Einwohnern (Stand 1. Jänner 2024). Der Teil südlich des Bachs ist als Fraktion Kleinboden Teil der Gemeinde Uderns mit 105 Einwohnern. Einige Häuser gehören außerdem zur Gemeinde Fügenberg (Fraktion Pankrazberg).

## Geschichte
Ab dem 15. Jahrhundert wurde im Finsinggrund und im Öxltal Eisenerz abgebaut. Um 1500 wurde in Kleinboden ein Schmelzwerk errichtet und Kleinboden wurde ein Zentrum der Eisenerzeugung, das die Wasserkraft des Finsingbachs nutzte. 1596 befanden sich hier ein Eisenwerk, ein Hammerwerk und zwei Hochöfen, die Roheisen und Rohstahl, aber auch Salzpfannen für das Haller Sudhaus, Eisengeräte für den Schwazer Silberbergbau und Harnischbleche sowie Kanonenkugeln für das Innsbrucker Zeughaus herstellten. Letztere wurden insgeheim auch nach Bayern geliefert. Das Zillertaler Eisen war zwar von deutlich schlechterer Qualität als das vom steirischen Erzberg, verursachte aber geringere Transportkosten. Als Brennstoff für die Hochöfen diente Holzkohle, die anfangs aus dem Holz der umgebenden Wälder gewonnen wurde. Später wurde Holz aus dem inneren Zillertal und dem Gerlostal auf dem Ziller getriftet und in Hart auf der gegenüberliegenden Talseite zu Holzkohle gebrannt. Um 1620 gab es Pläne, einen Teil des Hüttenwerks nach Kiefersfelden in Bayen zu verlegen, was 200 Jahre später auch verwirklicht wurde. 1669 waren im Hüttenwerk 440 Personen beschäftigt.
Gegen Ende des 17. Jahrhunderts begann der Niedergang des Betriebs, 1700 war nur noch ein Hochofen in Betrieb. 1832 wurde das Eisenschmelzwerk zu einem Hammerwerk umfunktioniert, um das aus dem Hochofen von Jenbach kommende Flußeisen zu verarbeiten. 1856 wurde das Unternehmen verstaatlicht und bis etwa 1870 betrieben, 1878 kam es in Privatbesitz, 1904 wurde ein Teil des Hammerwerks in ein Elektrizitätswerk umgewandelt.
Eine Siedlung entstand erst nach Errichtung des Hüttenwerks, das erste nicht zum Hüttenwerk gehörende Haus wird 1558 erwähnt. Das Dorf gehörte anfangs zum bis 1811 eigenständigen Kapfing und wurde erst im 19. Jahrhundert eine eigene Fraktion von Fügen.